# Мост Академии
Мост Академии (итал. Ponte dell’Accademia) — самый южный из четырёх мостов в Венеции через Гранд-канал.
Назван в честь художественного музея Галереи Академии, который располагается в бывшем монастыре и здании скуолы делла Карита. Мост соединяет Галереи Академии с районом Сан-Марко.
Изначально задуманный в 1488 году, мост Академии не был построен до 1854 года, когда Альфред Невилл спроектировал мост в виде оригинальной стальной конструкции. Этот металлический мост много критиковали из-за конструкции и использованных материалов, делавших его слишком современным (как, впрочем, и мост Скальци), пока Муссолини не положил конец спорам, велев разобрать его.
Существующий деревянный мост возведён в 1934 г. по проекту Эудженио Миоцци в качестве временного сооружения. Впоследствии был разработан проект каменного моста, близкого по стилю к окружающим его зданиям, однако мост Академии так и сохранил до наших дней свою деревянную конструкцию.
Из-за износа в 1985 году мост был снесён и заменён новым с сохранением конструкции и внешнего вида своего предшественника. Тем не менее венецианские власти не оставляют планов возведения на этом месте постоянного каменного моста.